# Giulianova Calcio 2000-2001
Questa pagina raccoglie le informazioni riguardanti il Giulianova Calcio nelle competizioni ufficiali della stagione 2000-2001.

## Rosa
| N. |                   | Ruolo | Calciatore           |
| -- | ----------------- | ----- | -------------------- |
|    | Italia (bandiera) | C     | Luca Albieri         |
|    | Italia (bandiera) | C     | Donato Amato         |
|    | Italia (bandiera) | C     | Salvatore Ambrosino  |
|    | Italia (bandiera) | C     | Michele Andrisani    |
|    | Italia (bandiera) | C     | Oberdan Biagioni     |
|    | Italia (bandiera) | D     | Maurizio Caccavale   |
|    | Italia (bandiera) | A     | Gianni Califano      |
|    | Italia (bandiera) | C     | Roberto Cappellacci  |
|    | Italia (bandiera) | D     | Moris Carrozzieri    |
|    | Italia (bandiera) | D     | Alessandro Cartini   |
|    | Italia (bandiera) | P     | Cristian Cicioni     |
|    | Italia (bandiera) | D     | Luca D'Angelo        |
|    | Italia (bandiera) | D     | Francesco De Falco   |
|    | Italia (bandiera) | C     | Michele De Feudis    |
|    | Italia (bandiera) | D     | Cristiano Del Grosso |
|    | Italia (bandiera) | C     | Federico Del Grosso  |
|    | Italia (bandiera) | A     | Sergio Di Corcia     |

| N. |                   | Ruolo | Calciatore                  |
| -- | ----------------- | ----- | --------------------------- |
|    | Italia (bandiera) | A     | Fabio Salvatore Di Domenico |
|    | Italia (bandiera) | P     | Vincenzo Di Muro            |
|    | Italia (bandiera) | C     | Marcello Esposito           |
|    | Italia (bandiera) | C     | Fabrizio Ferrigno           |
|    | Italia (bandiera) | P     | Maurizio Franzone           |
|    | Italia (bandiera) | A     | Salvatorino Frisenda        |
|    | Italia (bandiera) | D     | Fabio Gianella              |
|    | Italia (bandiera) | D     | Marcello Lambrughi          |
|    | Italia (bandiera) | A     | Carmine Marrazzo            |
|    | Italia (bandiera) | D     | Alex Melchiorre             |
|    | Italia (bandiera) | D     | Stefano Olivieri            |
|    | Italia (bandiera) | D     | Ivano Pastore               |
|    | Italia (bandiera) | D     | Giuseppe Petitto            |
|    | Italia (bandiera) | A     | Roberto Putelli             |
|    | Italia (bandiera) | C     | Gianpaolo Ruggieri          |
|    | Italia (bandiera) | A     | Giovanni Spinelli           |
|    | Italia (bandiera) | D     | Damiano Zanon               |

## Risultati

### Campionato

#### Girone di andata
| 3 settembre 2000 1ª giornata | Giulianova | 2 – 3 | Savoia |  |

| 10 settembre 2000 2ª giornata | Palermo | 2 – 0 | Giulianova |  |

| 17 settembre 2000 3ª giornata | Giulianova | 0 – 0 | Ascoli |  |

| 24 settembre 2000 4ª giornata | Torres | 2 – 1 | Giulianova |  |

| 1º ottobre 2000 5ª giornata | Giulianova | 1 – 1 | Atletico Catania |  |

| 8 ottobre 2000 6ª giornata | Nocerina | 0 – 0 | Giulianova |  |

| 15 ottobre 2000 7ª giornata | Giulianova | 1 – 0 | Vis Pesaro |  |

| 22 ottobre 2000 8ª giornata | Giulianova | 0 – 0 | Castel di Sangro |  |

| 29 ottobre 2000 9ª giornata | Catania | 1 – 3 | Giulianova |  |

| 5 novembre 2000 10ª giornata | Giulianova | 3 – 3 | Sporting Benevento |  |

| 19 novembre 2000 11ª giornata | Viterbese | 0 – 0 | Giulianova |  |

| 26 novembre 2000 12ª giornata | Giulianova | 1 – 1 | Fidelis Andria |  |

| 3 dicembre 2000 13ª giornata | Messina | 3 – 0 | Giulianova |  |

| 10 dicembre 2000 14ª giornata | Fermana | 0 – 0 | Giulianova |  |

| 17 dicembre 2000 15ª giornata | Giulianova | 1 – 4 | Avellino |  |

| 23 dicembre 2000 16ª giornata | L'Aquila | 2 – 0 | Giulianova |  |

| 7 gennaio 2001 17ª giornata | Giulianova | 0 – 3 | Lodigiani |  |

#### Girone di ritorno
| 14 gennaio 2001 18ª giornata | Savoia | 0 – 0 | Giulianova |  |

| 21 gennaio 2001 19ª giornata | Giulianova | 2 – 2 | Palermo |  |

| 28 gennaio 2001 20ª giornata | Ascoli | 1 – 0 | Giulianova |  |

| 4 febbraio 2001 21ª giornata | Giulianova | 3 – 1 | Torres |  |

| 11 febbraio 2001 22ª giornata | Atletico Catania | 0 – 2 | Giulianova |  |

| 18 febbraio 2001 23ª giornata | Giulianova | 1 – 1 | Nocerina |  |

| 25 febbraio 2001 24ª giornata | Vis Pesaro | 0 – 1 | Giulianova |  |

| 4 marzo 2001 25ª giornata | Castel di Sangro | 2 – 2 | Giulianova |  |

| 11 marzo 2001 26ª giornata | Giulianova | 0 – 2 | Catania |  |

| 18 marzo 2001 27ª giornata | Sporting Benevento | 0 – 3 | Giulianova |  |

| 25 marzo 2001 28ª giornata | Giulianova | 2 – 1 | Viterbese |  |

| 8 aprile 2001 29ª giornata | Fidelis Andria | 0 – 0 | Giulianova |  |

| 14 aprile 2001 30ª giornata | Giulianova | 1 – 1 | Messina |  |

| 22 aprile 2001 31ª giornata | Giulianova | 4 – 2 | Fermana |  |

| 29 aprile 2001 32ª giornata | Avellino | 0 – 0 | Giulianova |  |

| 6 maggio 2001 33ª giornata | Giulianova | 1 – 0 | L'Aquila |  |

| 13 maggio 2001 34ª giornata | Lodigiani | 2 – 1 | Giulianova |  |

### Coppa Italia Serie C

#### Fase eliminatoria a gironi
| 17 agosto 2000 1ª giornata - Girone L | Gualdo | 0 – 0 | Giulianova |  |

| 23 agosto 2000 3ª giornata - Girone L | Giulianova | 1 – 0 | Maceratese |  |

| 27 agosto 2000 4ª giornata - Girone L | Teramo | 1 – 2 | Giulianova |  |

| 30 agosto 2000 5ª giornata - Girone L | Giulianova | 0 – 0 | Gubbio |  |

#### Sedicesimi di finale
| 4 ottobre 2000 Andata | Giulianova | 1 – 1 | Fasano |  |

| 1 novembre 2000 Ritorno | Fasano | 2 – 2 | Giulianova |  |

#### Ottavi di finale
| 29 novembre 2000 Andata | Ascoli | 2 – 0 | Giulianova |  |

| 13 dicembre 2000 Ritorno | Giulianova | 2 – 2 | Ascoli |  |